# 八卦

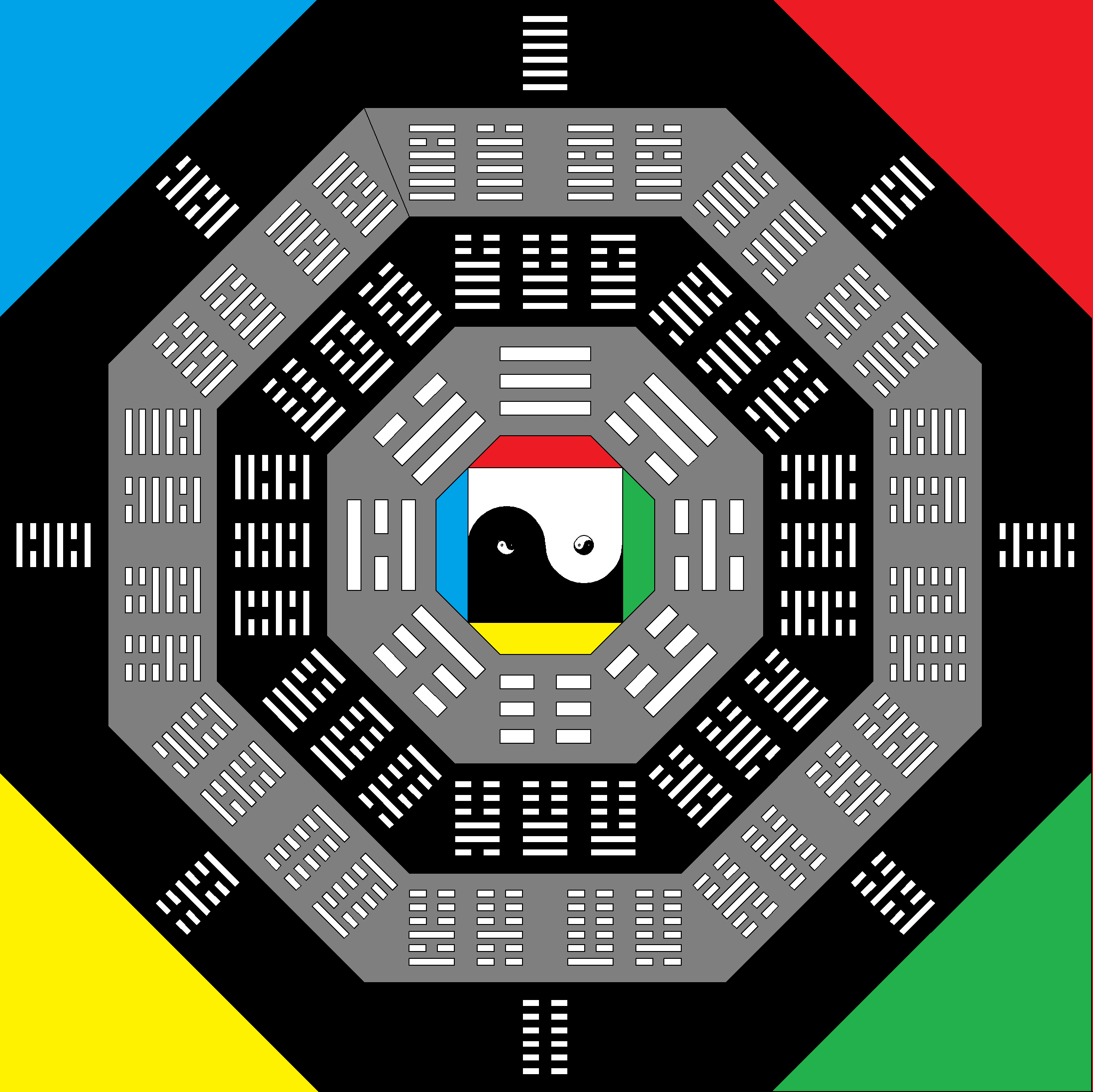
六十四卦图

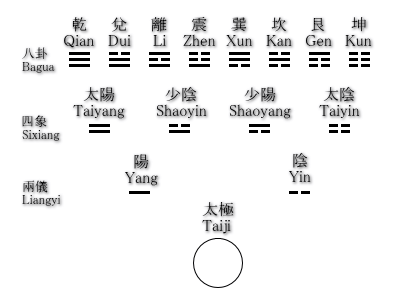
朱熹的伏羲八卦次序圖（先天小橫圖）

八卦是《易经》的基本概念，可代表一切自然現象的動靜狀態，每卦由三爻组成。“卦”有「懸掛」之意，也代表將各種現象以八種卦之一，一一標示豎立起來以便於觀察；如將「天」這現象，以「乾」這卦「懸掛」著，即乾為卦，天為象。一種卦可掛在很多很多現象，但不是任意掛，有特定規則。每一現象都可找到一種卦去掛，也不是任意。先有象，後有卦。萬象納入八卦，八卦懸掛萬象。將萬象以八卦作模型，硏究理解八卦這模型有助理解萬象。
易經八卦的產生可回溯至河圖與洛書，以及太極。太極生兩儀、兩儀生四象、四象生八卦、八卦定吉凶、吉凶生大業。
八卦的項目組合，可代表各種自然現象或動態，分別為“天、地、水、火、雷、風、山、澤”（可稱為首八象，因為八卦可說是最先卦在這八種最易看到的現象），卦名則稱“乾（ㄑㄧㄢˊ/qián）、坤（ㄎㄨㄣ/kūn）、坎（ㄎㄢˇ/kǎn）、離（ㄌㄧˊ/lí）、震（ㄓㄣˋ/zhèn）、巽（ㄒㄩㄣˋ/zùn）、艮（ㄍㄣˋ/gèn）、兌（ㄉㄨㄟˋ/duì）”，排序則有先天後天之分。易經八卦代表古代中國的天文地理哲学等文化思想，其理論還涉及到文學、武術、中國音樂等方面。
若將八卦兩兩相疊，依據乘法原理，共有8×8=64種可能的排列組合，形成六十四卦。原本八卦（三爻）亦稱為八“單卦”，而兩八卦上下組合（六爻）則稱“重卦”。

## 組合

### 爻 （注音：ㄧㄠˊ）（拼音：yáo）

爻（陰爻、陽爻）的示意圖

“爻”是最基本的符號，意指交錯，以奇數畫（“⚊”稱為陽爻）或偶數畫（“⚋”稱為陰爻）來表示。
爻有陰、陽兩種型態，若兩兩相重則形成四象（太陽、少陰、少陽、太陰）。四象再增加一爻，就形成八卦。
爻自下而上排列。“三”爻的含義，象徵着“天人地”（上有天、下為地、人在其中）。

### 單卦（經卦）
由三爻可組成一單卦（經卦）。
八卦，意謂八單卦（八經卦）。
|      | ☷    | ☶    | ☵    | ☴    | ☳    | ☲    | ☱    | ☰    |
| 八卦 | 坤   | 艮   | 坎   | 巽   | 震   | 離   | 兌   |      |
| 四象 | 太陰 | 太陰 | 少陽 | 少陽 | 少陰 | 少陰 | 太陽 | 太陽 |
| 兩儀 | 陰   | 陰   | 陰   | 陰   | 陽   | 陽   | 陽   | 陽   |
| 太極 | 太極 | 太極 | 太極 | 太極 | 太極 | 太極 | 太極 | 太極 |

八「單卦」（經卦）
|   | 符號 | 卦名 | 自然象徵 |
| - | ---- | ---- | -------- |
| 1 | ☰    |      | 天       |
| 2 | ☱    | 兌   | 澤       |
| 3 | ☲    | 離   | 火       |
| 4 | ☳    | 震   | 雷       |
| 5 | ☴    | 巽   | 風       |
| 6 | ☵    | 坎   | 水       |
| 7 | ☶    | 艮   | 山       |
| 8 | ☷    | 坤   | 地       |

每一卦代表一種狀態或過程。
宋代朱熹在《周易本义》中寫了一首《八卦取象歌》幫助人記住八卦的卦象：
- 三连（☰），坤六断（☷）；
- 震仰盂（☳），艮覆碗（☶）；
- 離中虚（☲），坎中满（☵）；
- 兌上缺（☱），巽下断（☴）。

背誦時可與「先天八卦圖」對應：由（乾）上而下，由（坤）左至右而上。
卦辭
- 為天：元亨，利貞。
- 坤為地：元亨，利牝馬之貞。君子有攸往，先迷後得主，利西南得朋，東北喪朋。安貞，吉。
- 坎為水：習坎，有孚，維心亨，行有尚。
- 離為火：利貞，亨。畜牝牛，吉。
- 震為雷：亨。震來虩虩，笑言啞啞。震驚百里，不喪匕鬯。
- 艮為山：艮其背，不獲其身，行其庭，不見其人，无咎。
- 巽為風：小亨，利攸往，利見大人。
- 兌為澤：亨，利貞。

### 重卦（別卦）
經由八卦可再演化出六十四卦。兩八卦相疊，即成八八六十四卦。六十四卦，意謂六十四重卦（六十四別卦）。亦即八「單卦」（經卦）如經緯交織組成六十四「重卦」（別卦）。在下的單卦稱「內卦」，上者則稱其「外卦」。

## 伏羲先天八卦
| ☱ 兌 | ☰    | ☴ 巽 |
| ☲ 離 |      | ☵ 坎 |
| ☳ 震 | ☷ 坤 | ☶ 艮 |

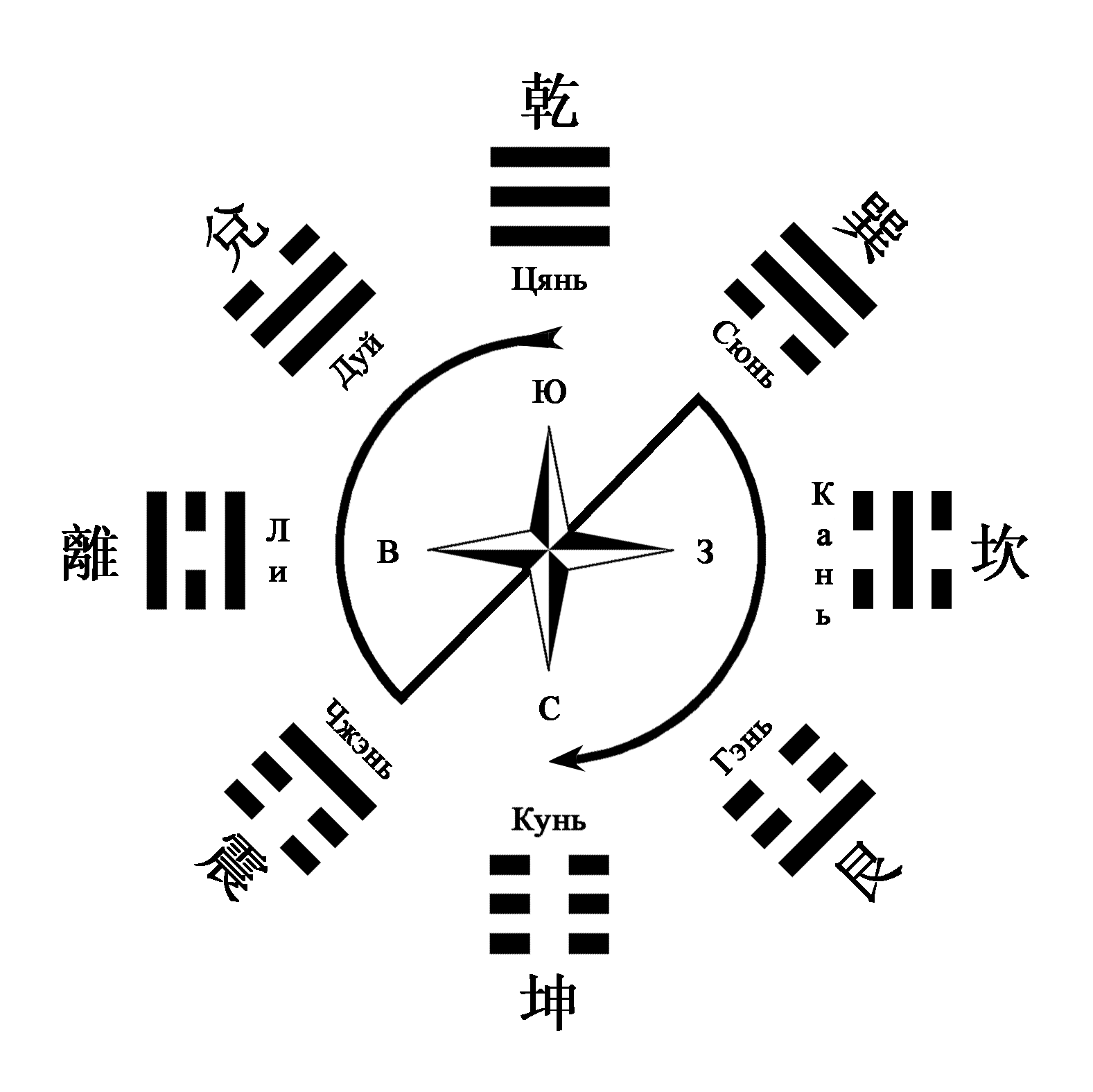
伏羲先天八卦

宋朝學者邵雍認為四象演八卦（方位），八八生成六十四卦，此为伏羲八卦，也叫先天八卦；亦有學者認為八卦應該出自周文王的乾坤学说，他认为先有天地，天地相交而生成万物，天即，地即坤，八卦其余六卦皆为其子女：震为长男，坎为中男，艮为少男；巽为长女，离为中女，兑为少女，是为文王八卦，又称后天八卦。邵雍以前沒有區分先天八卦、後天八卦的說法。
值得注意的是：在先天八卦中，互補（陰陽剛好相反）的兩個卦都是在正對面，但是在後天八卦中卻不是如此。
另外要注意，在此節中「伏羲先天八卦圖」中震卦與艮卦的圖示，與文字閱讀的方向不同。「伏羲先天八卦圖」是指其原始檔案為 File:FuSi circle.gif 的圖像。
卦象解說
|  | 《易經》〈說卦傳〉：「天地定位，山澤通氣，雷風相薄，水火不相射。」。 |

1. 天地定位
  1. ☰三爻全陽，表示全動，是天體之象。
  2. ☷（坤）三爻全陰，表示全靜，是大地之象。

  - 先民的宇宙觀是“天動而地靜”，天在上而地在下，即“天地定位”。
2. 山澤通氣
  1. ☶（艮）上爻為陽爻，中下爻為陰爻。上面小部份動，下面大部分靜，為“山”之象。
  2. ☱（兌）上爻為陰爻，中下爻為陽爻。上面小部份靜，下面大部分動，為“降雨”之象。

  - 山氣上騰，雨水下降，即“山澤通氣”。澤即是雨[2]，雨降於天，山出於地，因此☱（兌）緊接☰（乾）後面，☶（艮）緊鄰☷（坤）。
3. 雷風相薄
  1. ☳（震）下爻為陽爻，中上爻為陰爻。上面大部分靜，下面少部份動，為“雷”之象。古人認為雷從地中起，所以☳（震）也排在☷（坤）的旁邊。
  2. ☴（巽）下爻為陰爻，中上爻為陽爻。上面大部分動，下面少部份靜，為“風”之象。古人認為風起天上，所以☴（巽）也排在☰（乾）的旁邊。

  - 雷發地中而上騰，天之下有空氣在流動（風），就是“雷風相薄”。
4. 水火不相射
  1. ☵（坎）中爻為陽爻，上下爻為陰爻。週邊靜而地中動，為“水”之象。又為“月”之象。
  2. ☲（離）中爻為陰爻，上下爻為陽爻。週邊動而體中靜，為“火”之象。又為“日”之象。

一般認為此八卦排列的對應（天地，山澤，雷風，水火）合於自然現象。

## 文王後天八卦

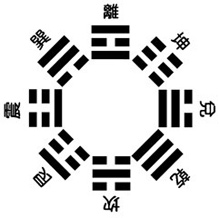
（後天）八卦／文王八卦

| ☴ 巽 | ☲ 離 | ☷ 坤 |
| ☳ 震 |      | ☱ 兌 |
| ☶ 艮 | ☵ 坎 | ☰    |

卦象解說
|  | 《易經》〈說卦傳〉：「帝出乎震，齊乎巽，相見乎離，致役乎坤，說言乎兌，戰乎乾，勞乎坎，成言乎艮。 萬物出乎震，震，東方也。 齊乎巽，巽，東南也，齊也者，言萬物之絜齊也。 離也者，明也，萬物皆相見，南方之卦也。聖人南面而聽天下，嚮明而治，蓋取諸此也。 坤也者，地也，萬物皆致養焉，故曰致役乎坤。 兌，正秋也。萬物之所說也。故曰說；言乎兌。 戰乎，，西北之卦也。言陰陽相薄也。 坎者，水也，正北方之卦也，勞卦也，萬物之所歸也，故曰勞乎坎。 艮，東北之卦也，萬物之所成，終而所成始也，故曰成言乎艮。」。 |

后天八卦方位与东南西北方位有一一对应的关系：震离兑坎分别代表正东、正南、正西、正北，余下四卦则分别为东南，西南，西北，东北四隅。右图也反映了中国古代制作地图的传统方式，包括五行也相對應：南方屬火、北方屬水、東方屬木、西方屬金，而離卦屬火、坎卦屬水、震卦（以及巽卦）屬木、兌卦（以及乾卦）屬金。
前南後北（坐北朝南），左东右西。这个方位与西方传入的现代制图以北為上的方向正好相差一百八十度。至古中國歷史疆域發展：由北到南，從黃淮平原（西方）再到長江流域（東方），或許可以解釋古人製作地圖的想法。
先天八卦的方位与后天八卦为何不同？有人认为先天八卦反映了世界未产生前的景象，而后天八卦则相反。也有人认为先天八卦和后天八卦分别代表了立体垂直空间和平面时间的概念（类似于西学中之维度），如清人张潮《幽梦影》中即有「先天八卦，竖看者也；后天八卦，横看者也」之句。

## 卦象運用

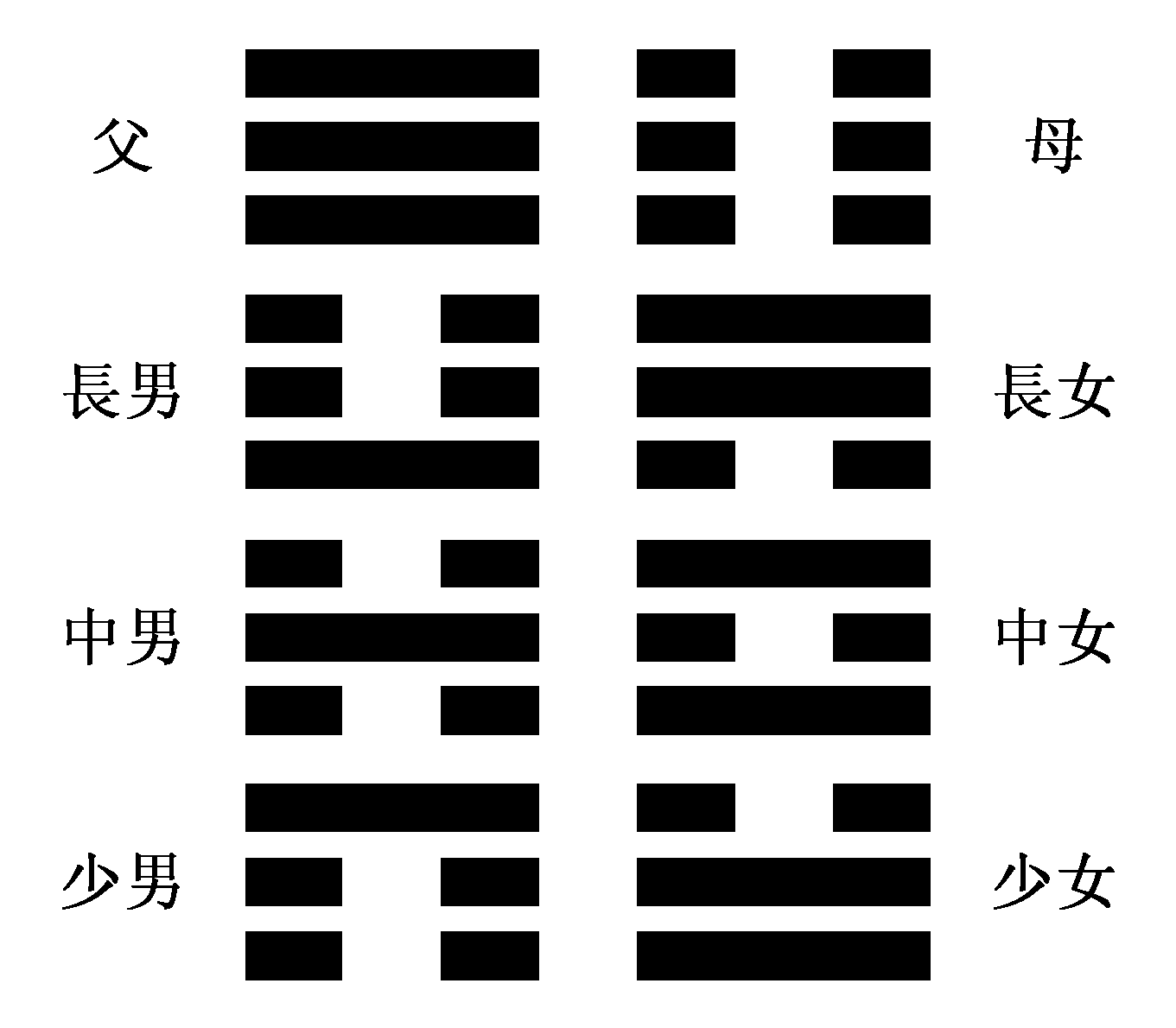
八卦與家庭

| 卦象 | 卦名 | 自然象徵 | 性情 | 家族關係 | 動物 | 身體部位 | 器官 | 先天八卦方位 | 後天八卦方位 | 五行 | 二進位 | 對應的十進位數 | Unicode編碼 |
| ---- | ---- | -------- | ---- | -------- | ---- | -------- | ---- | ------------ | ------------ | ---- | ------ | -------------- | ----------- |
| ☰    | 乾   | 天       | 健   | 父親     | 馬   | 頭       | 腦   | 南           | 西北         | 金   | 000    | 0              | U+2630      |
| ☱    | 兌   | 澤       | 悅   | 少女     | 羊   | 口       | 肺   | 東南         | 西           | 金   | 001    | 1              | U+2631      |
| ☲    | 離   | 火       | 麗   | 中女     | 雉   | 目       | 心   | 東           | 南           | 火   | 010    | 2              | U+2632      |
| ☳    | 震   | 雷       | 動   | 長男     | 龍   | 足       | 肝   | 東北         | 東           | 木   | 011    | 3              | U+2633      |
| ☴    | 巽   | 風       | 入   | 長女     | 雞   | 股       | 膽   | 西南         | 東南         | 木   | 100    | 4              | U+2634      |
| ☵    | 坎   | 水       | 陷   | 中男     | 豕   | 耳       | 腎   | 西           | 北           | 水   | 101    | 5              | U+2635      |
| ☶    | 艮   | 山       | 止   | 少男     | 狗   | 手       | 胃   | 西北         | 東北         | 土   | 110    | 6              | U+2636      |
| ☷    | 坤   | 地       | 順   | 母親     | 牛   | 腹       | 脾   | 北           | 西南         | 土   | 111    | 7              | U+2637      |

## 八卦涵义
先天八卦相传是伏羲所造。坊间亦用汉字“三求平未，斗非半米”来记八卦符号。
八卦源於中國古代對基本的宇宙生成、相應日月的地球自轉（陰陽）關係、農業社會和人生哲学互相結合的觀念。最原始資料来源為西周的易經，內容有六十四卦，但沒有圖像。《易傳》記錄「易有太極，是生兩儀。兩儀生四象，四象生八卦。」故近代考證認為所谓太极即宇宙，太極生两儀是指地球在大地上，面對太陽（日）光照射角度，有公轉與自轉之兩種儀態。兩儀生四象其意為，地球公轉右旋太陽與自轉中，依照南、北回歸線傾斜，北二十三點五度後，再返回南二十三點五度之中循環，發生日照光線與影長不同，記在羅盤上天禽二十八宿，總管度數365又1/4度為合一，訂為太陽曆之日數，區分冬天立壬、子、癸三節氣為坎卦，是水氣生成旺季；春天立甲、卯、乙三節氣為震卦，是木氣生成旺季；夏天立丙、午、丁三節氣為離卦，是火氣生成旺季；秋天立庚、酉、辛三節氣為兌卦，是風（金）氣生成旺季；等區分各季佔45日之不同景象，為兩儀生四象之含意。四象生八卦其含意為，上述四象，會有生、旺、衰、死之消長，立此四旺氣象會產生變化，如冬天水氣溶解於土，生之樹木中，立為艮卦，管丑、艮、寅三節氣；如春天木氣旺後，會轉入夏天火氣旺中，立為巽卦，管辰、巽、巳三節氣；如夏天火氣旺後，會轉入秋天金氣旺中，立為坤卦，管未、坤、申三節氣；如秋天金（風）氣旺後，會轉入冬季水氣旺中，立為乾卦，管戌、乾、亥三節氣，為四象生八卦含意之解釋，文王作易，將可證明先作太陽曆一年之日數，再分作八季（八卦）廿四節氣，並調查各節氣時，地上所生成重要氣象生態，記註在羅盤上，作廿四節氣字中，作干支曆數，其廿四節氣，以地球右旋公轉太陽，訂立八卦（季），與節氣名順序並含其意義，作干支組曆表示月、時令之氣象生態。

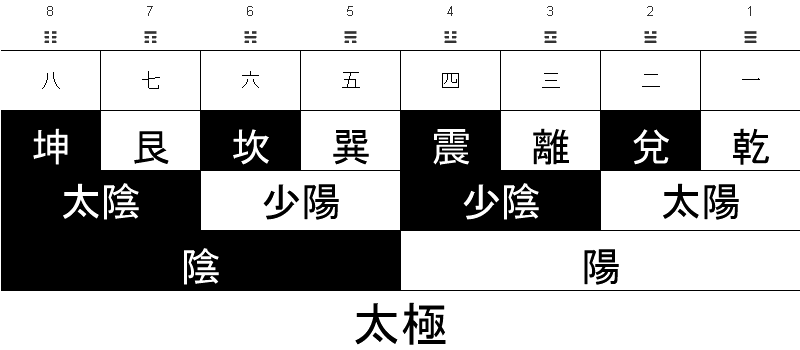
根據朱熹《易經集注》的伏羲八卦次序圖

及至宋朝，有學者認為四象演八卦（方位），八八生成六十四卦，此为伏羲八卦，也叫先天八卦；亦有學者認為八卦應該出自周文王的乾坤学说，他认为先有天地，天地相交而生成万物，天即，地即坤，八卦其余六卦皆为其子女：震为长男，坎为中男，艮为少男；巽为长女，离为中女，兑为少女，是为文王八卦，又称后天八卦。八卦符號通常與太極圖搭配出現，代表中國傳統信仰（儒，道）的終極真理：“道”。
此外，八卦尚對應着八門，論後天八卦，由正北坎卦始起：休、生、傷、杜、景、死、驚、開。

## 八卦與五行

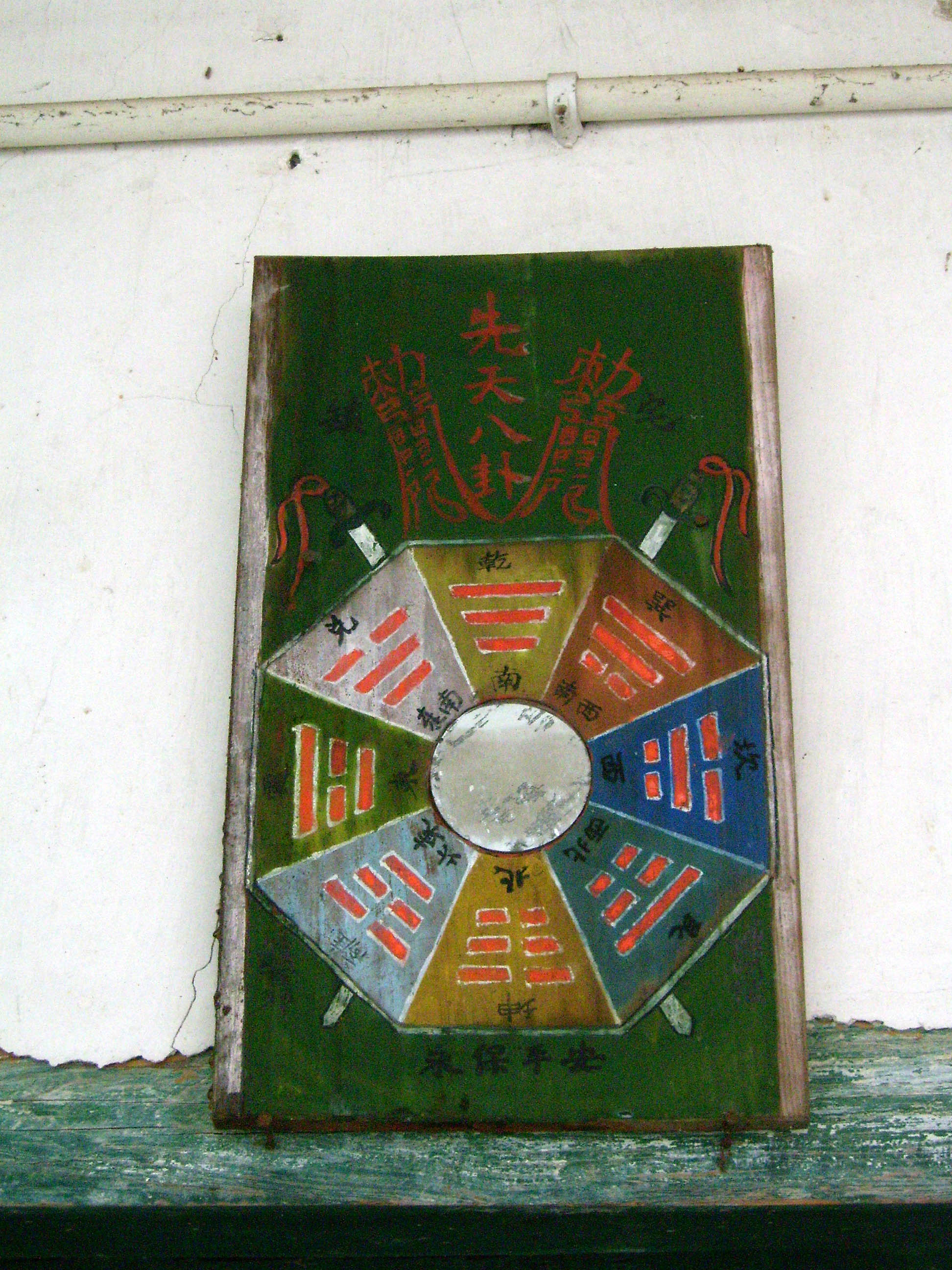
用于风水的八卦图

漢代學者李君明首創（後世稱京房）。京房首創的八宮卦對後世預測學影響深遠。五行与后天八卦提出如下对应关系：震（雷）、巽（风）为木，离（日）为火，坤（地）、艮（山）为土，兑（泽）、乾（天）为金，坎（月）为水。

## 八卦与四大元素
周振甫在其著作《周易譯注》中認為八卦和古希臘、古印度四種元素「地、水、火、風」的想法相类似。而先天八卦中对四组自然现象的阴阳关系描述为：天地定位，水火不相射，风雷相搏，山泽通气。

## 八卦与九宫

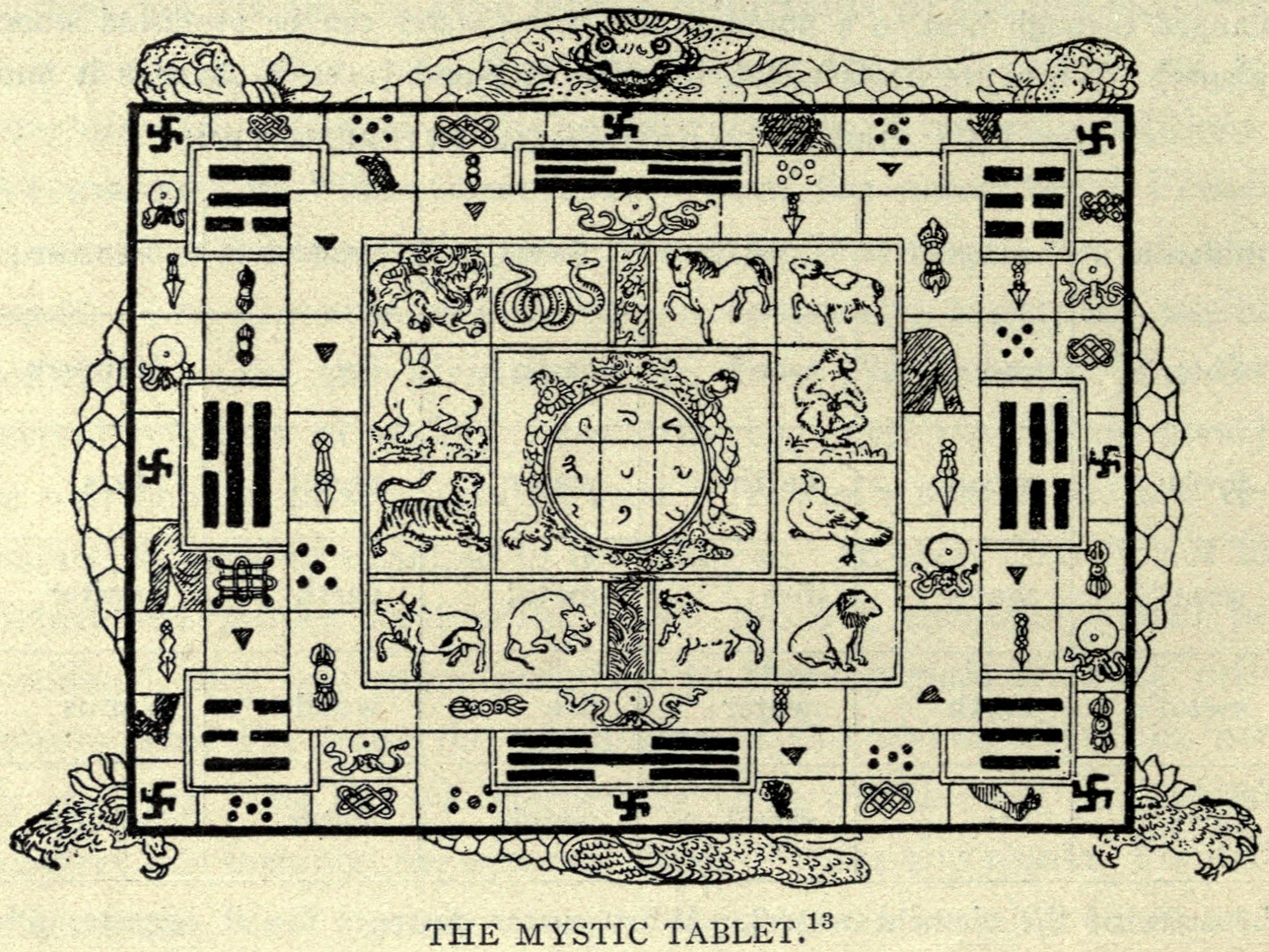
八卦与九宫图

宋儒認為，先天八卦起於單純的序數序列，一二三四五六七八九十，十數可以道盡先天。邵子取乾一、兌二、離三、震四、巽五、坎六、艮七、坤八，為伏羲先天八卦。
八卦與洛書九宮數和河圖十數，有一定的聯繫關係。若將先天卦配洛書九宮數，對照先天、中天、後天八卦可以產生微妙可以觀察的關聯性，比如相加為十，陽卦六七八九、陰卦一二三四，或為河圖數一六水、二七火、三八木、四九金、五十土。
九宫即洛书所指的九个方位，一般将后天八卦按方位装入洛书，中间空开，即形成所谓的“九宫八卦”。其對應關係為「一坎（北宫），二坤（西南宫），三震（東宫），四巽（東南宫），五合太极（中宫），六乾（西北宫），七兌（西宫），八艮（東北宫），九離（南宫）。」

## 流行文化
四大名著之一的《西游记》中最早出现了「八卦炉」，是太上老君的炼丹炉。
日本动漫《火影忍者》中，日向流的主要攻击体术为八卦六十四掌。
京剧有称为「八卦衣」的服饰，是有道术或军事谋略角色所着的“戏服”。袍服是黑紫色或宝蓝色，上绣八卦和太极图。
粵語俚語「八卦」有好管閑事之意。
美国电视剧《迷失》中，达摩计划研究机构的标志是以文王八卦为基础的图案。

## 参見
- 伏羲
- 太極、陰陽（兩儀）、四象、六爻、六十四卦
- 易經
- 河圖洛書#洛书
- 羅庚（風水）
- 神農：神農本草經
- 黃帝：黃帝內經
- 三墳五典八索九丘
- 哥特佛萊德·萊布尼茲#萊布尼茲與中國文化
- 诸葛村
- 特克斯县（八卦城）
- 大韓民國國旗
- 蒙古國國旗

## 腳註
1. ↑  《周易》〈說卦傳〉第三章
2. ↑  例如《孟子》：「膏澤下於民」，☱（兌）“澤”即是降雨的動態，後人誤認為藪澤的澤，就跟☵坎卦沒有分別。
3. ↑  《宋元學案》卷9、10〈百源学案〉上、下，胡庭芳：“自然與天地造化合”
4. ↑  Wilhelm, Richard. . translated by Cary F. Baynes, forward by C. G. Jung, preface to 3rd ed. by Hellmut Wilhelm (1967). Princeton, NJ: Princeton University Press. 1950: 266, 269. ISBN 069109750X.
5. ↑  《周易》〈說卦傳〉第五章
6. ↑  張慶和. . 瑞成書局. 2014-01-01: 18–20. ISBN 9789574311125.

## 外部連結
- 八卦--马来西亚易经网

（百家讲坛官方频道）
《易经的奥秘》| 看完这些就可以读懂《易经》了 （页面存档备份，存于）
- YouTube上的易经的奥秘（四）何为八卦
- YouTube上的易经的奥秘（五）八卦成图
- YouTube上的易经的奥秘（八）卦有何用
- YouTube上的易经的奥秘（十三）易经与家庭